# KV22
KV22 (Kings' Valley 22) è la sigla che identifica una delle tombe della Valle dei Re in Egitto; era la tomba del faraone Amenhotep III (XVIII dinastia).
KV22 venne verosimilmente iniziata per Thutmosi IV giacché il suo nome compare su alcune suppellettili rinvenute nei depositi di fondazione; venne poi ultimata per Amenhotep III e non si esclude che anche la Grande sposa reale Tye, nonché la figlia della coppia, Sitamon, siano state qui sepolte.
Mentre nulla è stato repertato a suffragio di tale tesi, si ha evidenza di sepolture intrusive, probabilmente nel Terzo Periodo Intermedio.

## Storia

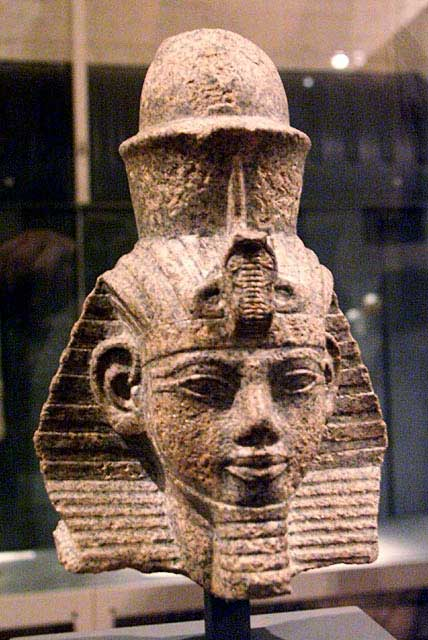
Testa di Amenhotep III

La tomba, benché già nota a William George Browne, venne ufficialmente scoperta durante la spedizione napoleonica del 1799 da Réné Édouard Devilliers du Terrage e Jean-Baptiste Prosper Jollois che ne eseguirono anche i rilievi epigrafici e la mappatura. Rilievi epigrafici ripetuti durante la spedizione franco-toscana di Ippolito Rosellini del 1828-1829 e successivamente, nel 1844-1845 da Karl Richard Lepsius. Nuovi rilievi epigrafici nel 1898-1899 a cura di Victor Loret. Scavi curati da Howard Carter nel 1915 e ritrovamento di cinque depositi di fondazione. Ancora rilievi epigrafici nel 1959 a cura di Erik Hornung e Alexandre Piankoff, che ne eseguirono anche una rilevazione fotografica. Dal 1989 KV22 è in concessione alla Waseda University giapponese che ne sta curando la conservazione e vi sta eseguendo nuovi scavi.
La tomba venne superficialmente svuotata nel 1915 da Theodore Davis, che non lasciò che carenti appunti.
Nello stesso anno, a seguito dell’acquisto sul mercato di Luxor di tre placche di bracciale intitolate ad Amenhotep III ed alla Grande sposa reale Tye, dichiaratamente rinvenute nei pressi della tomba in cui in quel periodo stava lavorando Davis, Howard Carter iniziò scavi più approfonditi ed organici nelle parti non visitate da Davis e dagli altri che, nel frattempo, si erano avvicendati nella KV22..
Dal 1989 i lavori di consolidamento e restauro dei dipinti parietali e delle soffittature, e ulteriori scavi, sono affidati alla Waseda University sotto la supervisione dell’archeologo Sakuji Yoshimura.
Nel corso del XIX secolo, in data imprecisata, sconosciuti strapparono alcuni dei dipinti dalle pareti e dai pilastri della KV22; alcuni di tali dipinti sono oggi esposti al Museo del Louvre a Parigi.

## Architettura

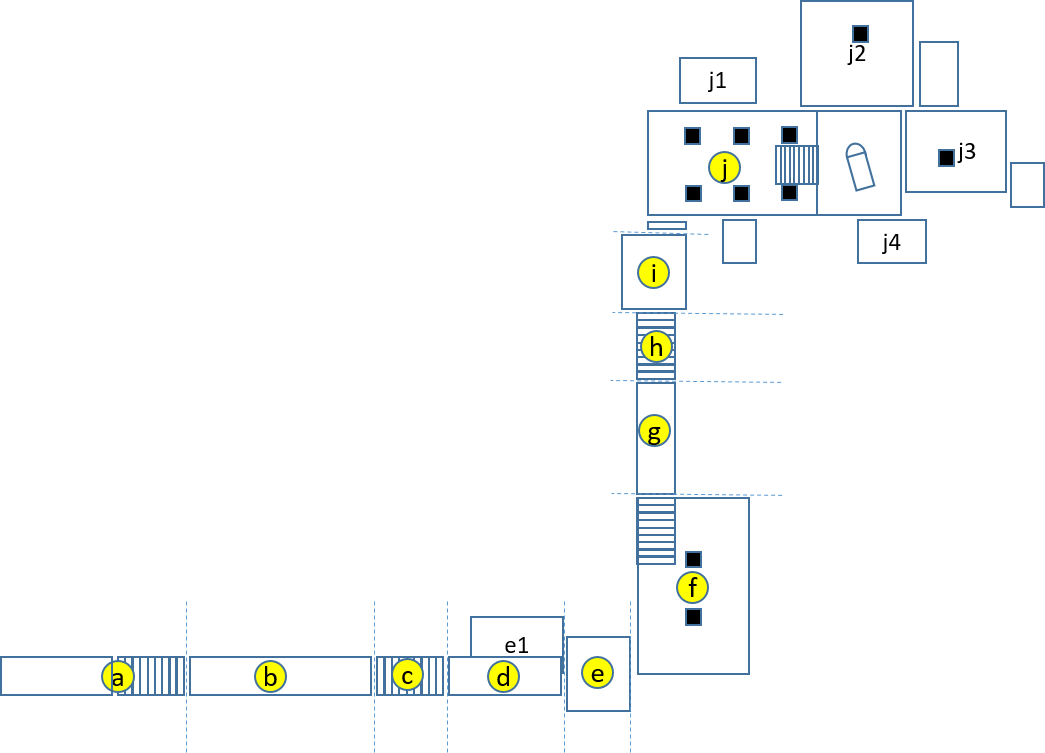
Planimetria schematica di KV22

Ubicata nella West Valley (da cui il nome WV22 con cui è anche conosciuta) KV22 è una delle più ampie della Valle dei Re con i suoi oltre 500 m² (le lettere relative ai vari corridoi e locali fanno riferimento alla planimetria schematica accanto riportata).
L’andamento generale rispetta quello delle tombe della XVIII dinastia: ad un breve corridoio d’ingresso segue una scala (a), da cui si diparte un secondo corridoio in leggera pendenza (b), a sua volta terminante in un’altra scala (c), cui segue un altro corridoio (d), che termina in un pozzo verticale (e), di quasi 5 m., al fondo del quale si apre un locale (e1) .
Oltre il pozzo si apre una camera (f) con due pilastri da cui una scala porta ad un corridoio (g) seguito da una scala (h) che immette in un’anticamera (i) oltre la quale si apre la camera funeraria (j), su due livelli, con soffitto sorretto da sei pilastri, che ospita il sarcofago di Amenhotep III e fa da disimpegno per cinque annessi laterali (j1-j2-j3-j4-j5) di cui i due con soffitto sorretto da un pilastro sono stati identificati come probabili ulteriori camere funerarie. Nel pavimento della camera funeraria principale, accanto al sarcofago, si trova inoltre uno scavo destinato ad accogliere i vasi canopi del re.

## Decorazioni
Oltre i considerevoli danni causati dall’uomo, i dipinti, per altro di buona fattura, sono stati danneggiati nel corso dei millenni da efflorescenze saline, nonché da crolli, specie dei pilastri, cui i lavori di consolidamento della Waseda University stano cercando di porre rimedio.
Sotto il profilo dello sviluppo decorativo (le lettere relative ai vari corridoi e locali fanno riferimento alla planimetria schematica accanto riportata): il pozzo (e) è decorato con rappresentazioni del re in presenza di varie divinità. In una delle scene il re viene presentato alla dea Hathor dal Kha del proprio padre Thutmosi IV. Sfortunatamente tali decorazioni sono oggi molto scarsamente leggibili per i notevoli danni subiti per diversi fattori (non ultimo quello umano) e per lo sbiadimento quasi totale.
Sulle pareti dell’anticamera (i) è stato recentemente rinvenuto  un graffito in ieratico che riporta: anno terzo, terzo mese di akhet, settimo giorno; non è dato di sapere, tuttavia, al regno di quale sovrano si faccia riferimento.
Le pareti della camera funeraria del re sono decorate con passi e capitoli dal Libro dell’Amduat, mentre sui sei pilastri è rappresentato il re in presenza di alcune divinità. Anche queste sono pesantemente danenggiate e difficilmente leggibili.

## Ritrovamenti
Gli scopritori della tomba, nel 1799, si limitarono a percorrerne un breve tratto essendo il resto pieno di detriti; da allora, molti visitatori si sono avvicendati nella tomba talché nessun reperto originale è stato rinvenuto al suo interno. Il primo scavo sistematico e scientificamente documentato, fu quello del 1915 a cura di Howard Carter. La spinta ad eseguire scavi in KV22, peraltro nello stesso periodo soggetta a scavi da parte anche di Theodore Davis, fu l’acquisto sul mercato di Luxor di tre placche da bracciale in pietra semipreziosa, recanti i cartigli di Amenhotep III e della Grande Sposa reale Tye, dichiaratamente rinvenuta nei pressi della tomba. I primi scavi condotti da Carter si concentrarono nei siti non toccati da Davis o da altri scavatori:  nel letto arido del corso d’acqua che si creava durante le inondazioni nella Valle, portò al rinvenimento del piede di un ushabty intestato a Tye ed a piccoli monili palesemente provenienti dalla vicina KV22.
Fu quindi la volta, nei pressi dell’entrata, di cinque depositi di fondazione intatti ed uno soggetto a furti in antico. All’interno della K22 Carter concentrò i suoi scavi nel pozzo verticale ove rinvenne il mozzo ben conservato di una ruota di carro ed i frammenti di una quarta placca da bracciale, simile a quelle precedentemente acquistate, questa volta in faience.
Procedendo a scavi anche nelle aree già scavate da Davis, Carter rinvenne un pezzo dei vasi canopi, mentre altri frammenti dello stesso manufatto rinvenne tra gli stessi detriti dagli scavi di Davis scartati ed accumulati nei pressi della tomba.
Dal 1989, la KV22 è sottoposta a scavi sistematici da parte delle squadre della Waseda University di Shinjuku, sotto la supervisione di Sakuji Yoshimura, come logica conseguenza degli scavi già eseguiti presso il complesso di Amenhotep III a Malqata. Oltre quelli scoperti da Carter, è stato rinvenuto un settimo, più piccolo, deposito di fondazione nei pressi dell’ingresso e una grande quantità di frammenti, pertinenti a materiale funerario, tra i rifiuti scartati dai precedenti scavatori.
Il materiale recuperato, da Carter e dagli egittologi giapponesi, ha consentito di confermare che Amenhotep III regnò 38 anni e che il materiale con lui sepolto doveva essere molto simile a quello rinvenuto nella KV62 di suo nipote Tutankhamon. In particolare, i frammenti di legno lasciano intendere che, come per Tutankhamon, la camera funeraria doveva contenere una serie di cappelle funerarie del tutto simili a quelle che vennero rinvenute, intatte, nella KV62. Il re per la prima volta, per quanto è dato di sapere, era stato sepolto in un sarcofago in granito rosso e non di calcite al cui interno era stato depositato un sarcofago antropoide laminato in oro. L’egittologo Yoshimura rinvennero, tra i detriti dell’anticamera, una testa di cobra in lapislazzuli, con occhi in oro, tipica della decorazione frontale di una maschera funeraria o di un sarcofago.
È stato recentemente scoperto dalla squadra giapponese, un graffito parietale che reca: Anno terzo, terzo mese della stagione di akhet, settimo giorno , ma non esiste riferimento per poter stabilire del   regno di quale faraone si tratti. Studi paleografici hanno tuttavia consentito di ipotizzare, con buon margine di sicurezza, che la scritta è coeva della sepoltura e che, perciò, il regno dovrebbe essere quello del successore di Amenhotep III, Amenhotep IV/Akhenaton  con ciò indicando che la co-reggenza con il padre durò perciò tre anni.
Lo stato complessivo dei frammenti lignei repertati in KV22 è oggi decisamente precario: vennero infatti rotti in piccoli pezzi in antico per asportare più agevolmente i rivestimenti preziosi. Molti frammenti di foglia d’oro, di paste vitree, di vaghi da collana provenienti quasi sicuramente da KV22, vennero portati fuori della tomba e sepolti dai ladri nei pressi dell’ingresso di KV36, ove vennero poi rinvenuti da Carter, che operava per conto di Theodore Davis,  nel 1902.
Il corpo stesso di Amenhotep III venne rimosso da KV22 e trasferito in una camera laterale della KV35 di Amenhotep II e qui venne scoperto nel 1898 da Victor Loret: era in carenti condizioni di conservazione e recava un’etichettatura che faceva risalire il suo restauro all’anno dodicesimo del re Smendes della XXI dinastia .

### Annotazioni
1. ↑  Le tombe vennero classificate nel 1827, dalla numero 1 alla 22, da John Gardner Wilkinson in ordine geografico. Dalla numero 23 la numerazione segue l’ordine di scoperta.
2. ↑  I depositi di fondazione sono attestati fin dall’Antico Regno ed erano collocati con intento consacratorio della struttura (tempio, edificio sacro, tomba) cui erano destinati. Di solito contenevano oggetti miniaturizzati usati per le costruzioni (mattoni zappe, picconi, pale) o di carattere cultuale (amuleti, incenso, kohl), o offerte di piccoli animali o prodotti solidi e liquidi.
3. ↑  Sakuji Yoshimura (nato 1943), egittologo giapponese, direttore dell’Istituto di egittologia dell’Università giapponese.
4. ↑  Il fatto che tali pozzi fossero decorati al loro interno (vedi anche KV43 o KV57) e che avessero al fondo una camera, ha fatto ipotizzare che si trattasse di tentativi per sviare l’attenzione di eventuali ladri che avrebbero potuto interpretare quello come vera e propria tomba e non proseguire nelle loro ricerche. Non escludendo tale utilizzo, sotto l’aspetto più pratico, tali pozzi avevano il compito di proteggere le parti più profonde dalle inondazioni costituendo, cioè, un vero serbatoio di accumulo delle acque piovane. Quale fosse l’effettiva utilità di tali pozzi si dimostrò proprio nella tomba KV17 con il riempimento causato da Giovanni Battista Belzoni per poter più agevolmente svolgere i lavori di scavo e rilevazione.
5. ↑  Tutte queste assonanze hanno fatto supporre che, come per Tutankhamon, anche Amenhotep III disponesse di un sarcofago in oro massiccio.

### Fonti
1. 1 2 3 4  Theban Mapping Project.
2. ↑  Nicholas Reeves e Richard Wilkinson, The complete valley of the Kings, New York, Thames & Hudson, 2000, p. 110.
3. ↑  Theban Mapping Project
4. ↑  Theban Mapping Project
5. 1 2  Reeves e Wilkinson (2000), p. 110.
6. ↑  Reeves e Wilkinson (2000), pp. 112-113.
7. ↑  Reeves e Wilkinson (2000), p. 112.
8. 1 2 3 4  Reeves e Wilkinson (2000), p. 113.